# San Pedro Jicayán (kommun)
San Pedro Jicayán är en kommun i Mexiko.   Den ligger i delstaten Oaxaca, i den sydöstra delen av landet, 300 km söder om huvudstaden Mexico City.
Följande samhällen finns i San Pedro Jicayán:
- San Pedro Jicayán
- San Juan Jicayán
- Chuparrosa
- Yutandayoo
- San José Yutatuyaa
- Agua Dulce
- Los Marcelo
- Pozo Yutatoma
- La Hierba Santa
- El Limón Real
- Río Yutandua